# Ligny-Saint-Flochel
Ligny-Saint-Flochel è un comune francese di 249 abitanti situato nel dipartimento del Passo di Calais nella regione dell'Alta Francia.

## Società

### Evoluzione demografica
Abitanti censiti